# Hazratullah Zazai
Hazratullah Zazai (paschtunisch حضرت الله ځاځی; * 23. März 1998 in Paktia, Afghanistan) ist ein afghanischer Cricketspieler, der seit 2019 für die afghanische Nationalmannschaft spielt.

## Kindheit und Ausbildung
Hazratullah wurde als drittes von sechs Kindern geboren in Paktia geboren. In seiner Kindheit zog er mit seiner Familie nach Kabul. Schon früh arbeitete er als Wachmann für Afghan Wireless, so dass er nach Nachtschichten und wenigen Stunden Schlaf Spiele für seinen Cricket-Club bestritt. Bei einem dieser Spiele wurde er vom Leiter der afghanischen Cricket-Akademie entdeckt. Zu seiner Enttäuschung verpasste er die Nominierung für die ICC U19-Cricket-Weltmeisterschaft 2016.

## Aktive Karriere
Sein Debüt in der Nationalmannschaft gab er bei der Twenty20-Serie in den Vereinigten Arabischen Emiraten im Dezember 2016. Jedoch konnte er sich zunächst nicht etablieren. Im Oktober 2017 hatte er sein Debüt im First-Class-Cricket für die Band-e-Amir Region beim Ahmad Shah Abdali 4-day Tournament 2017/18. Seinen nächsten Einsatz im Nationalteam hatte er dann im August 2018 bei der Tour in Irland. Dort erzielte er in der Twenty20-Serie zwei Half-Centuries (74 und 82 Runs). Auch absolvierte er bei der Tour sein erstes ODI. Während der Afghanistan Premier League 2018/19 konnte er für die Kabul Zwanan spielend gegen die Balkh Legends sechs Sixes in einem Over erreichen und damit ein Fifty in 12 Bällen erzielen. Im Februar 2019 spielte das Team abermals gegen Irland und erzielte im zweiten Twenty20 sein erstes internationales Century über 162* Runs aus 62 Bällen. Für die bis dahin zweithöchste Run-Zahl eines Spielers bei einem Twenty20 wurde er als Spieler des Spiels ausgezeichnet. In der ODI-Serie gelang ihm ein weiteres Fifty über 67 Runs. In der Folge wurde er für den Cricket World Cup 2019 nominiert. Hier erreichte er unter anderem gegen Sri Lanka 30 und gegen Neuseeland 34 Runs.
Im November 2019 erzielte er bei der ODI-Serie gegen die West Indies ein Fifty über 50 Runs. Für die Pakistan Super League 2021 wurde er von den Peshawar Zalmi verpflichtet. Beim ICC Men’s T20 World Cup 2021 war seine beste Leistung 41 Runs gegen Schottland. Im März 2022 erreichte er in Bangladesch ein Half-Century über 59* Runs. Er wurde für den Asia Cup 2022 nominiert und erzielte dort unter anderem  gegen Sri Lanka 37* Runs. Beim ICC Men’s T20 World Cup 2022 spielte er nur ein Spiel, bevor er sich verletzte und nicht mehr zum Einsatz kam.